# Hans Schnitzler

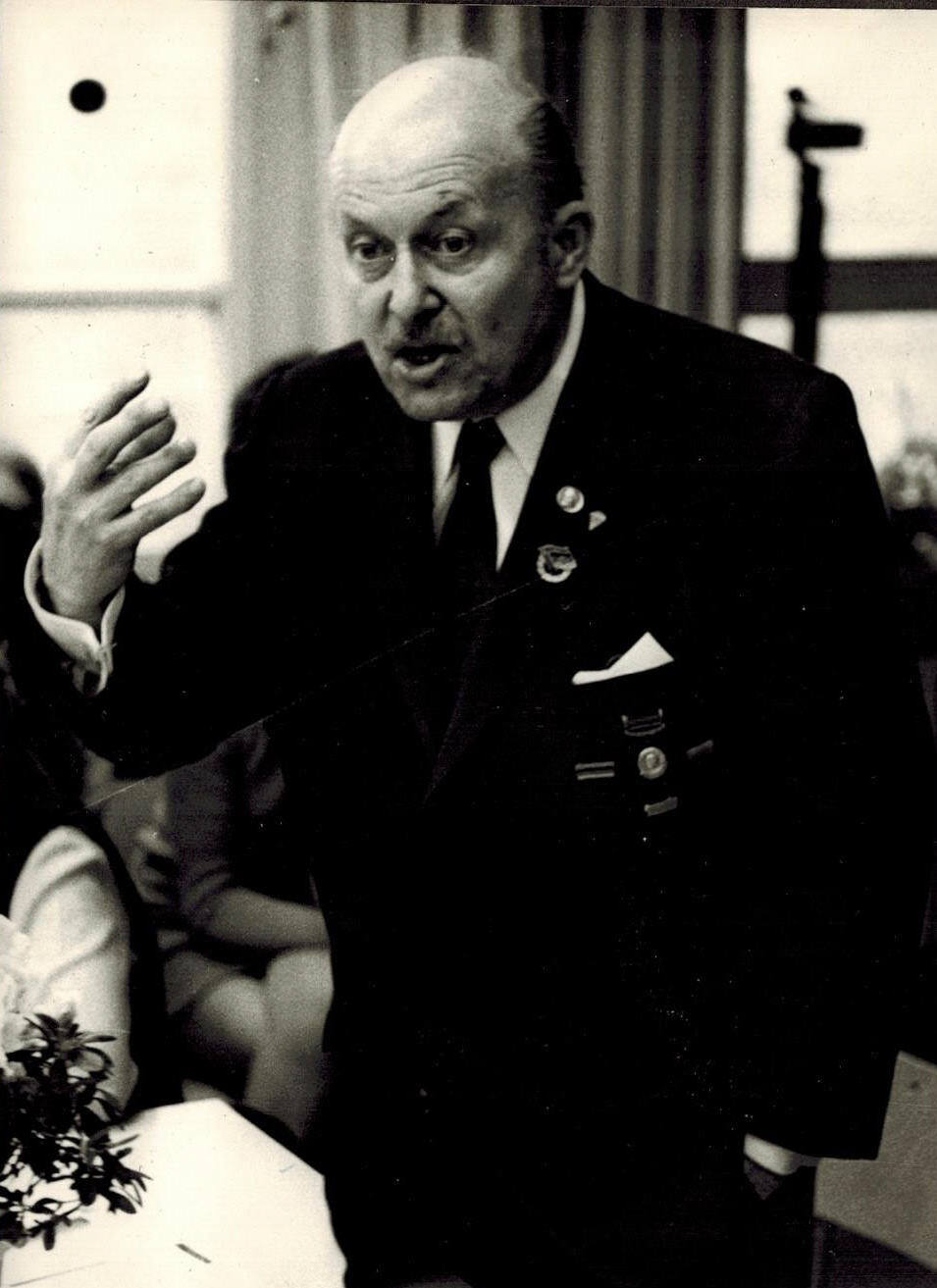
Hans Schnitzler zu Gast in einer Berliner Schulklasse 1980

Hans Schnitzler, von 1913 bis 1950 Hans-Paul von Schnitzler (* 18. Februar 1908 in Rom; † 16. November 1985 in Berlin) war ein deutscher Widerstandskämpfer und Funktionär für die DDR-Blockpartei Demokratische Bauernpartei Deutschlands (DBD). Von 1950 bis 1963 war er für diese Abgeordneter der Volkskammer der DDR.

## Leben
Hans-Paul von Schnitzler war der 2. Sohn des Legationsrates Julius Eduard von Schnitzler und ein Enkel des Kölner Bankiers Eduard Schnitzler aus der Kölner Bankiersfamilie Schnitzler. Der Vater von Schnitzlers war seit 1898 als Vizekonsul in Schanghai tätig, später Konsul in Rom und Antwerpen. Am 20. September 1913 erfolgte dessen Erhebung in den preußischen Adelsstand. Die Mutter war Margarethe von Schnitzler, geb. Gillet. Schnitzler besuchte das Arndt-Gymnasium Dahlem in Berlin und studierte Rechtswissenschaft an den Universitäten in Bonn und Göttingen. 1926 wurde er Mitglied des Corps Palatia Bonn. Nach einem nicht bestandenen Referendarsexamen war Schnitzler von 1930 bis 1932 Lehrling bei einer Berliner Spedition. Nach dem Tod des Vaters leitete er, durch die Mittel aus der Erbschaft begünstigt, ab 1934 die eigene Firma namens Filmspedition, ging mit dieser Firma aber in die Insolvenz. Er arbeitete anschließend ab 1937 wieder als kaufmännischer Angestellter.

### Kommunist in der Weimarer Republik und der NS-Zeit bis 1942
Während seiner Studienzeit wurde Schnitzler Kommunist und arbeitete ab 1928 für die Kommunistische Partei Deutschlands (KPD), zuerst im Roten Studentenbunde, später für den Nachrichtendienst der KPD. Im Jahr 1932 stellte er den Antrag auf Mitgliedschaft in der KPD, der aus konspirativen Gründen aber nicht bewilligt wurde. Seit Hitlers Machtergreifung leistete er Widerstand gegen den Nationalsozialismus, u. a. mit Margarete Wittkowski und dem späteren Spanienkämpfer Walter Ulrich Fuchs. Schwerpunkt war dabei die Aufklärung des Verhältnisses zwischen NSDAP und Wehrmacht.
In dieser Zeit spielte Schnitzler aktiv Hockey bei den Zehlendorfer Wespen und wurde mit der 1. Herrenmannschaft Deutscher Vizemeister. Vorsitzender des Clubs war Heinrich Gattineau, Leiter der Presse- und wirtschaftspolitischen Abteilung der IG Farben in Berlin, SA-Standartenführer (ehrenhalber) und Verbindungsmann der IG zur NSDAP. Die KPD versuchte, über Schnitzler diese wichtige Quelle nachrichtendienstlich abzuschöpfen. Dies brachte ihn in Gewissensnöte, da Heinrich Gattineau nicht nur kein Nationalsozialist, sondern ausgesprochener Hitlergegner war. Hinzu kam, dass beide sich mehr und mehr anfreundeten. Nach einer offenen Aussprache lieferte Heinrich Gattineau freiwillig wichtige Informationen.
Nach einer Denunziation verhaftete die Gestapo Schnitzler im Oktober 1933 an seinem Arbeitsplatz bei der Colonia-Versicherung. Durch aufgefundenes Material aus dem Reichswehrministerium schwer belastet, war die Situation hoffnungslos. Er wurde strengen Verhören und Misshandlungen in der Prinz-Albrecht-Straße ausgesetzt, bis er plötzlich aus der Haft entlassen wurde. Grund war, dass Heinrich Gattineau eher ungewöhnlich vorgegangen war: Er verabredete sich mit seinem Duzfreund, dem ersten Chef der Gestapo Rudolf Diels im Restaurant Horcher und ließ ihn sich dort stark betrinken. Stark alkoholisiert verfügte Diels die Herausgabe der Akte von Schnitzler, die anschließend sofort vernichtet wurde. Damit bewahrte Gattineau Schnitzler zumindest vor Haft oder KZ und rettete ihm vermutlich das Leben, da die Anklage Militärspionage gelautet hatte.
Danach folgten illegale Tätigkeiten Schnitzlers in Hanau, Berlin, Frankfurt am Main und Saarbrücken. Als Leiter der Abteilung Treibgas im Zentralbüro für Mineralöl GmbH in Frankfurt, welches die Aufgabe hatte, die Treibstoffversorgung auf Kriegswirtschaft umzustellen, gelang Schnitzler ein schwerer Sabotageakt. Er verzögerte das Holzgasprogramm von Generalmajor Adolf von Schell, was angeblich zum Verlust von mehreren Millionen Litern Treibstoff für die Wehrmacht führte. Im Verdacht der Sabotage verlor Schnitzler seine UK-Stellung.

### Kriegsdienst und militärischer Widerstand
Er wurde daraufhin sofort am 15. Januar 1942 zum Kriegsdienst in die Wehrmacht und zwar in die schwere Flakabteilung 222 der 8. Flak-Division eingezogen.
Ende 1942 begann dort die Ausbildung zum Flak-Offizier. Im Winter 1942/43 kam er als Fähnrich zu seiner alten Einheit zurück. Hier begann unter seiner Leitung der Aufbau einer Widerstandsgruppe innerhalb der Wehrmacht. Am 15. August 1943 wurde seine Einheit der 11. Flak-Division unterstellt. Dabei wurde er in Wilkowitz in unmittelbarer Nähe des KZ Auschwitz III Monowitz und des KZ Auschwitz-Birkenau stationiert.
Die Widerstandsgruppe war Ende 1944 82 Mann stark und bestand aus 10 deutschen Flakangehörigen und 72 russischen Kriegsgefangenen. Sie hatte Schlüsselstellungen in der Großbatterie inne. Schnitzler war vorgeschobener Beobachter (VB), sein Fahrer war Berthold Rose. Angeblich gab es auch Kontakt zum polnischen Widerstand. Es bestand der Plan, bei Annäherung russischer Truppen einen Massenausbruch von Häftlingen im KZ Monowitz zu ermöglichen. Hierzu sollten mit 24 Flak-Geschützen Kaliber 8,8 cm ca. 1000 Granaten auf die SS-Baracken und ausgewählte Wachtürme gefeuert werden. Des Weiteren sollte eine große Bresche in die Lagerumzäunung geschossen werden. Der Plan kam jedoch nicht zur Ausführung, da die Lagerhäftlinge zunehmend ins Reichsinnere evakuiert wurden (die Todesmärsche konnten aus der Stellung deutlich beobachtet werden) und die SS selbst mit Sprengungen begann. Außerdem lehnten die Polen eine weitere geplante Befreiungsaktion im Lager KZ Auschwitz-Birkenau ab, offenbar mangels Hilfsbereitschaft gegenüber den jüdischen Häftlingen.
Als die lange erwartete russische Offensive am 12. Januar 1945 erfolgte, wurde Schnitzler zum Regimentsstab versetzt und war nun verantwortlicher VB weiterer Flakbatterien. Am 25. Januar 1945 lenkte er das Feuer erstmals auf eigene Truppen. Durch den Feuerüberfall mit ca. 2000 Granaten auf die Stellung Friedhof Birkental der 371. Infanterie-Division (Grenadierregiment 671) entstanden hier schwerste Verluste. Am Folgetag konnte die Rote Armee an dieser Stelle den entscheidenden Durchbruch in das Oberschlesische Industriegebiet erzielen. In den bis dahin noch gehaltenen Stellungen brach Panik aus, tausende Soldaten (so z. B. die 371. Infanterie-Division, 20. Panzer-Division, 97. Jägerdivision, sowie diverse Flak-Einheiten) und Flüchtlinge versuchten, dem sich anbahnenden Kessel zu entkommen. Am 26. Januar 1945 lenkte Schnitzler im Raum Neuberun das Feuer erneut auf eigene Truppen, diesmal wurden von der Großbatterie insgesamt 4500 Granaten verschossen. Bei späteren Gelegenheiten wurde das Feuer zumeist auf feindfreie Objekte geleitet. Während Schnitzler selbst stündlich mit Entdeckung rechnete, wurde er stattdessen kurz vor Kriegsende sogar noch zum Leutnant befördert.

### Nach dem Krieg
Am 10. Mai 1945 stellte Schnitzler sich auf dem Gebiet des Protektorats Böhmen und Mähren einer sowjetischen Panzereinheit und gab sich dort zu erkennen. Statt erwartetem Dank und Anerkennung ging er in sowjetische Kriegsgefangenschaft. Gemeinsam mit Berthold Rose, den er seit 1942 aus seiner Wehrmachtszeit kannte, besuchte er die Antifa-Schulen 2040 und 2041. Beide wurden später Funktionäre der DBD in der DDR. Schnitzler war dann als Lehrer und Aktivleiter in verschiedenen Kriegsgefangenenlagern tätig. Nach einer Denunziation als angeblicher Kriegsverbrecher wurde er aus dem Antifa-Aktiv entfernt, als „Belasteter“ vom KGB verhaftet, gefoltert und mehrfach von Russen wie auch Deutschen mit dem Tode bedroht.
Am 1. Mai 1948 kam Schnitzler in das Belastetenlager Krasnogorsk 7027/1, vier Wochen später wurde er dann ins Moskauer Butyrka-Gefängnis eingeliefert und verblieb acht Monate in Einzelhaft. Außerdem zog er sich während der Kriegsgefangenschaft eine Malaria-Erkrankung zu, an deren Folgen er den Rest seines Lebens litt. Erst auf Betreiben deutscher Antifaschisten über Generalmajor Sergei Iwanowitsch Tjulpanow, dem die Propaganda- und Informations-Abteilung der SMAD unterstand, wurde im Februar 1949 sein Fall erneut geprüft und seine Unschuld bestätigt. Schnitzler wurde vollständig rehabilitiert und in einem Moskauer Sanatorium gesund gepflegt. Noch vor seiner Denunziation hatte er sich als Informant des sowjetischen Geheimdienstes verpflichtet. Diese Tätigkeit übte er nach seiner Rückkehr nach Deutschland bis 1952 aus.

### Leben in der DDR
Ende Juli 1949 kehrte Schnitzler nach Deutschland zurück. Im August 1949 wurde er Mitglied der DBD und stellvertretender Chefredakteur des DBD-Zentralorgans Bauernecho. Im April 1950 wurde er Mitglied des Parteivorstandes (PV) und des Sekretariats des PV der DBD sowie, als Nachfolger von Berthold Rose, Leiter der Hauptabteilung Schulung und Aufklärung des PV.
Am 17. August 1950 wurde er vom Ministerrat der DDR als Mitglied des Ausschusses für die Verleihung der Nationalpreise bestätigt.
Von 1950 bis 1963 war Schnitzler außerdem Abgeordneter der Volkskammer. Hier war er als Mitglied der DBD-Fraktion im Rechtsausschuss tätig. 1954 wurde er Mitglied des Büros des Präsidiums des Nationalrates der Nationalen Front und 1956 Mitglied des Präsidiums des Parteivorstandes der DBD. 1957 leitete er eine Delegation der Nationalen Front nach Vietnam und traf dort mit Ho Chi Minh zusammen.
Ab 1963 konnte er nach einem Schlaganfall nicht mehr uneingeschränkt arbeiten. 1963/64 war er als Redakteur am AdL-Institut für Information und Dokumentation tätig. Von 1964 bis 1965 war er Stadtbezirksrat für Kultur und Stellvertreter des Bezirksbürgermeisters von Berlin-Weißensee. In den letzten Jahren seines Lebens arbeitete Schnitzler als Referent und Lektor auf politischen Foren und Schulungen insbesondere auf militärpolitischem Gebiet. Noch als Rentner wurde er Mitglied des Komitees der Antifaschistischen Widerstandskämpfer.

## Privates
Im Jahr 1931 brach Schnitzler mit dem konservativen Teil seiner Familie, ausgenommen waren seine Mutter Margarethe, die Aktivistin der westdeutschen Friedensbewegung war, und sein jüngerer Bruder Karl-Eduard von Schnitzler. Als Mitglied der Volkskammer ließ er das Adelsprädikat aus seinem Namen streichen. Er war verheiratet und hatte drei Kinder.
Der Sohn Hans Schnitzlers, Karl, betrieb am Schweriner See eine private Surfschule. Als ihm 1986 die Gewerbekonzession entzogen werden sollte, wandte er sich hilfesuchend an seinen einflussreichen Onkel Karl-Eduard von Schnitzler. Dieser intervenierte bei Manfred Ewald, dem Präsidenten des Deutschen Turn- und Sportbundes (DTSB). Ewald veranlasste daraufhin Günter Erbach, den Staatssekretär für Körperkultur und Sport, das Windsurfen als „Brettsegeln“ im Breitensport der DDR zu etablieren. Für Karl Schnitzler war diese Entscheidung letztlich ohne Belang, weil er inzwischen mit einem Kinderschlauchboot von Boltenhagen aus über die Ostsee in die BRD geflüchtet war.

## Tod

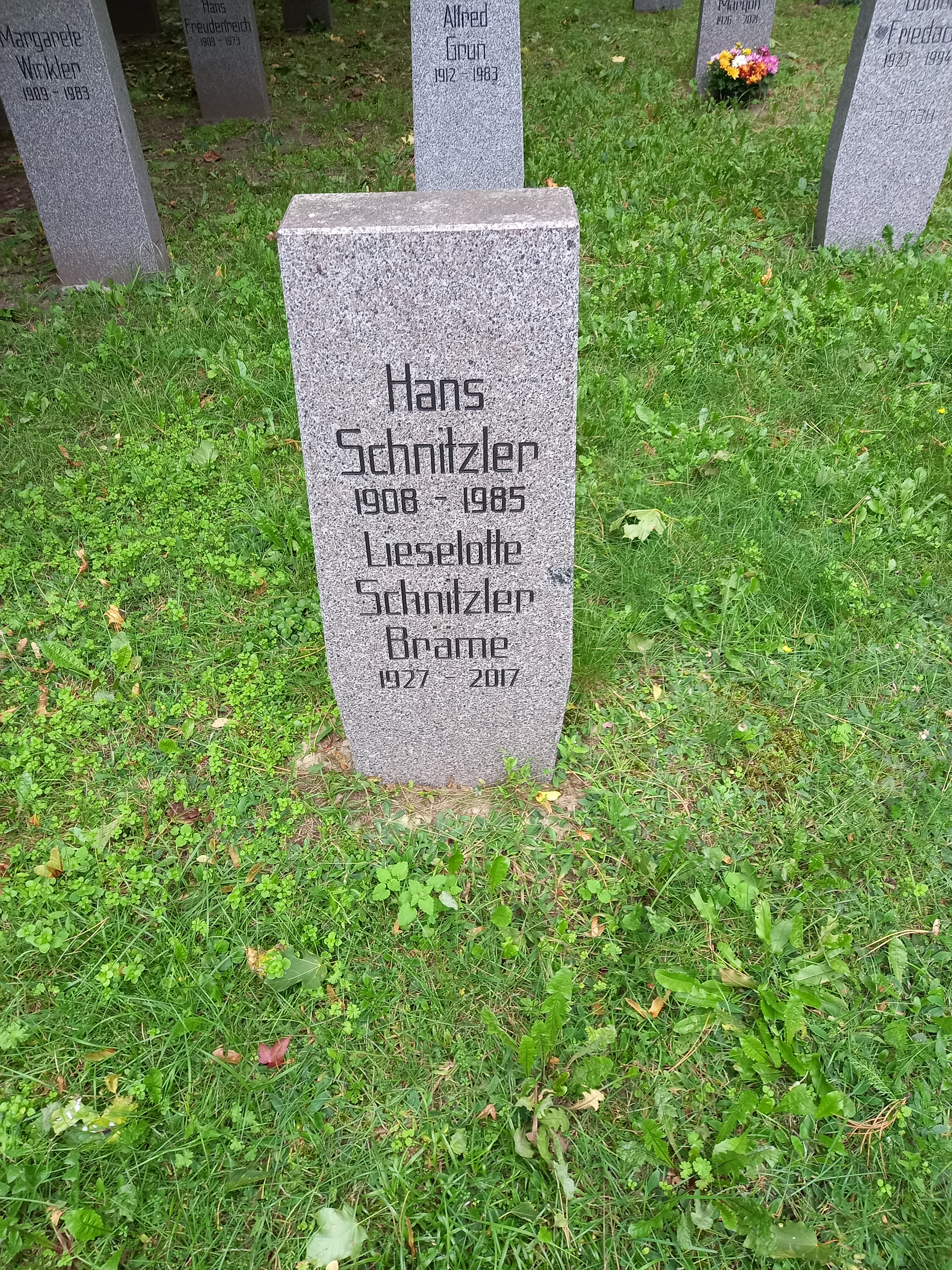
Das Grab von Hans Schnitzler und seiner Ehefrau Lieselotte Schnitzler Bräme auf dem Friedhof Baumschulenweg in Berlin

Schnitzler starb nach schwerer Krankheit im 78. Lebensjahr und wurde im Ehrenhain für antifaschistische Widerstandskämpfer und Kämpfer für den Aufbau des Sozialismus auf dem Friedhof Baumschulenweg mit militärischen Ehren beigesetzt.

## Auszeichnungen in der DDR
- Vaterländischer Verdienstorden in Bronze (1957) und in Silber (1978)
- Ernst-Moritz-Arndt-Medaille (1958)
- Medaille für Kämpfer gegen den Faschismus 1933 bis 1945
- Ehrennadel der Gesellschaft für Deutsch-Sowjetische Freundschaft in Gold
- Erinnerungsmedaille 20. Jahrestag der Bodenreform – demokratische Bodenreform 1965